# Reinold Haesebrouck
Pour les articles homonymes, voir Haesebrouck.

Cérémonie funéraire des quatre soldats inconnus avec Reinold Haesebrouck

Cérémonie funéraire des quatre soldats inconnus avec Reinold Haesebrouck

Reinold Haesebrouck et Clara Van de Cayzele lors d'une cérémonie militaire

Reinold Haesebrouck (Saint-Michel, 5 octobre 1892 - Assebroek, 25 août 1951 ; également connu sous le nom de Raymond Haesebrouck) était un ancien combattant et invalide de guerre belge. En 1922, il choisit parmi cinq cercueils anonymes les restes du soldat pour les déposer dans la Tombe du Soldat inconnu à Bruxelles. 

## Biographie
Reinold est né le 5 octobre 1892 à Sint-Michiels, le premier de 8 enfants. Il travaille pour Jagers (plus tard Bombardier) mais est enrôlé comme soldat le 1er octobre 1912 auprès des lanciers à Beverlo.
Pendant la Première Guerre mondiale, il resta soldat jusqu'à ce que, le 24 octobre 1917, lui et sa patrouille explorent les positions ennemies à Dixmude, où une bataille éclate. Reinold est touché par un éclat d'obus au visage, perdant un œil - il perd l'autre plus tard à cause d'une grave infection. Les médecins retireront ensuite 42 fragments, un dernier fragment de la tête n'a pas pu être retiré car trop dangereux. Il a séjourné à « l'hôpital militaire de la Reine » à La Panne jusqu'à la fin de 1918. Lorsqu'il quitte l'hôpital militaire après la guerre, il épouse Clara Van de Cayzele et s'installe dans la Wantenstraat à Assebroek.

## Le soldat inconnu
Le 10 novembre 1922, le soldat inconnu est choisi. Pour garantir l'anonymat de ce soldat, un cercueil d'un soldat dont l'identité n'a pas été retrouvée est exhumé dans cinq cimetières différents, dans cinq provinces : Liège, Namur, Anvers, Flandre orientale et Flandre occidentale. Ces cercueils sont transportés à Bruges, où Reinold - en invalide de guerre aveugle - indique alors un cercueil avec sa canne blanche : le quatrième en partant de la gauche. Ce n'est pas un hasard s'il s'agit du quatrième coffre :  cela symbolise les quatre divisions de l'armée de l'époque, à savoir les premiers lanciers, la première division, le premier escadron et la première section.
Huit invalides de guerre - quatre sans bras droit et quatre sans bras gauche - portent le cercueil à l'extérieur, après quoi il est envoyé à Bruxelles, où il sera inhaumé dans la tombe du Soldat Inconnu, au pied de la colonne du Congrès. Les plus hautes autorités du pays sont présentes à la cérémonie, ainsi que la famille royale : le roi Albert Ier, la reine Elisabeth, le prince Léopold, la princesse Astrid et le prince Charles.
Reinold Haesebrouck est décédé le 25 août 1951 à Assebroek, après quoi il a été enterré à Oostkamp, près de ses parents, selon ses dernières volontés. La famille a fait don de ses archives à la ville de Bruges en juillet 2013. Un petit parc portera son nom à Bruges le 11 juin 2020, à proximité de son ancienne demeure.  
En 2022, à l'occasion du centenaire de la cérémonie du Soldat Inconnu, une comémoration baptisée "Gathering of the soil" est organisée à différents endroits en Belgique. Ces cinq cérémonies se tiennent aux cimetières militaires de Lierre, Adegem, Liège, Namur et Keiem, lieux symboliques des grandes batailles belges pendant la Première Guerre mondiale, dans les mêmes cinq provinces qu'en 1922. Une poignée de terre de ces cinq cimetières est placée dans une urne funéraire. Une cousine de Reinold Haesebrouck est chargée de selectionner une des urnes qui est placée aux côtés du Soldat inconnu, le 11 novembre 2022, lors d'une cérémonie en présence du roi Philippe.  